# Mistrzostwa Europy juniorów do lat 14 w szachach
Mistrzostwa Europy juniorów do lat 14 w szachach – rozgrywki szachowe, mające na celu wyłonienie najlepszych juniorów Europy w kategorii wiekowej do 14 lat, organizowane corocznie od 1991 roku.

## Medaliści mistrzostw Europy juniorów do lat 14
| Rok  | Miasto          | Juniorzy                                                              | Juniorki                                                              | Źródła                           |
| ---- | --------------- | --------------------------------------------------------------------- | --------------------------------------------------------------------- | -------------------------------- |
| 1991 | Mamaja          | 1. Tomáš Oral 2. Borys Awruch 3. Zoltán Gyimesi                       | 1. Maja Lomineiszwili 2. Mihaela Sandu 3. Corina-Isabela Peptan       | „Szachista” nr 9/1991, str. 285  |
| 1992 | Rymawska Sobota | 1. Péter Lékó 2. Igor-Alexandre Nataf 3. Anastasios Tzoumbas          | 1. Antoaneta Stefanowa 2. Corina-Isabela Peptan 3. Monika Bobrowska   | „Szachista” nr 11/1992, str. 325 |
| 1993 | Szombathely     | 1. Erald Dervishi 2. Laszlo Pergel 3. Robert Cvek                     | 1. Natalija Żukowa 2. Claudia-Ramona Bilciu 3. Milena Essaibekian     | „Szachista” nr 9/1993, str. 258  |
| 1994 | Băile Herculane | 1. Karl Mah 2. Florin Felecan 3. Stanisław Smietankin                 | 1. Iweta Radziewicz 2. N.Isitaiszwili 3. Natalia Andriejewa           | „Szachista” nr 8/1994, str. 228  |
| 1995 | Verdun          | 1. Serhij Fedorczuk 2. Witalij Szynkiewicz 3. Laurent Fressinet       | 1. Cristina Moszina 2. Judit Kiss 3. Alina Tarachowicz                | „Szachista” nr 9/1995, str. 263  |
| 1996 | Rymawska Sobota | 1. Jewgienij Kobyłkin 2. Dmitrij Kokariew 3. Horia-Ioan Geanta        | 1. Cristina Moszina 2. Parwana Ismaiłowa 3. Jelena Dembo              | „Szachista” nr 9/1996, str. 265  |
| 1997 | Tallinn         | 1. Jurij Drozdowski 2. Michael Roiz 3. Zwiad Izoria                   | 1. Ana Matnadze 2. Katerina Rohonyan 3. Melinda Goczo                 | „Szachista” nr 10/1997, str. 309 |
| 1998 | Mureck          | 1. Aleksandr Riazancew 2. Zwiad Izoria 3. Constantin Lupulescu        | 1. Lela Dżawachiszwili 2. Tícia Gara 3. Ilze Berzina                  | „Szachista” nr 10/1998, str. 259 |
| 1999 | Litochoron      | 1. Nidżat Mamedow 2. Wugar Gaszimow 3. Ferenc Berkes                  | 1. Marie Sebag 2. Tamara Czistiakowa 3. Anna Nowikowa                 |                                  |
| 2000 | Kallithea       | 1. Marc Erwich 2. Wugar Gaszimow 3. Miklós Németh                     | 1. Tamara Czistiakowa 2. Nona Datuaszwili 3. Natalia Zdebska          |                                  |
| 2001 | Kallithea       | 1. Borki Predojević 2. Siergiej Kariakin 3. Rauf Mamedow              | 1. Kateryna Łahno 2. Dorota Czarnota 3. Jessie Gilbert                |                                  |
| 2002 | Peníscola       | 1. Jewgienij Romanow 2. Maxim Rodshtein 3. Viktor Láznička            | 1. Turkan Mamediarowa 2. Jewgienija Szmirina 3. Karina Ambartsumowa   |                                  |
| 2003 | Budva           | 1. Siarhiej Żyhałka 2. Tornike Sanikidze 3. Magnus Carlsen            | 1. Anna Muzyczuk 2. Miranda Mikadze 3. Sabina-Francesca Foișor        |                                  |
| 2004 | Ürgüp           | 1. Giorgi Margwelaszwili 2. Luka Paiczadze 3. Dawit Benidze           | 1. Anna Muzyczuk 2. Jelena Tairowa 3. Madona Bokuczawa                |                                  |
| 2005 | Herceg Novi     | 1. Dawit Benidze 2. David Recuero Guerra 3. Wiaczesław Kułakow        | 1. Warwara Riepina 2. Jelena Tairowa 3. Adeline-Ramona Uta            |                                  |
| 2006 | Herceg Novi     | 1. Péter Prohászka 2. Wasif Durarbejli 3. Lewan Bregadze              | 1. Warwara Riepina 2. Wiktoria Korczagina 3. Marija Muzyczuk          |                                  |
| 2007 | Szybenik        | 1. Sanan Siugirow 2. Dariusz Świercz 3. Gil Popilski                  | 1. Nazi Paikidze 2. Liza Sołowiowa 3. Salome Neuhauser                |                                  |
| 2008 | Herceg Novi     | 1. Iwan Bukawszyn 2. Władysław Kowaliow 3. Karen Grigorian            | 1. Meri Arabidze 2. Aleksandra Lach 3. Andrea Vince                   |                                  |
| 2009 | Fermo           | 1. Kamil Dragun 2. Anton Siagodnik 3. Iwan Bukawszyn                  | 1. Marsel Efroimski 2. Filiz Osmanodja 3. Maria Leks                  |                                  |
| 2010 | Batumi          | 1. Ołeksandr Bortnik 2. Wasilij Usmanow 3. Gary Giroyan               | 1. Ulwija Fataliewa 2. Anna Stjażkina 3. Dea Gogiszwili               |                                  |
| 2011 | Albena          | 1. Cemil Can Ali Marandi 2. Jan-Krzysztof Duda 3. Władisław Artiemjew | 1. Aleksandra Goriaczkina 2. Lubow Kosticyna 3. Kaciaryna Biejnienson |                                  |
| 2012 | Praga           | 1. Jan-Krzysztof Duda 2. Manuel Petrosian 3. Giorgi Sibaszwili        | 1. Kaciaryna Biejnienson 2. Anastasija Paramzina 3. Liza Kistieniewa  |                                  |
| 2013 | Budva           | 1. Jorden van Foreest 2. Ruiz Miguel Santos 3. Aryan Tari             | 1. Gunay Mammadzada 2. Veronika Gažíková 3. Nela Pychova              |                                  |
| 2014 | Batumi          | 1. Timur Fachrutdinow 2. Aram Hakopian 3. Parwiz Gaszimow             | 1. Anastasia Avramidou 2. Stawrula Tsolakidu 3. Polina Szuwałowa      |                                  |
| 2015 | Poreč           | 1. Sergei Lobanov 2. Andrey Esipenko 3. Aram Hakobyan                 | 1. Anna Kochukova 2. Aleksandra Maltsevskaya 3. Alexandra Obolentseva |                                  |